# Lockhart, Florida
Lockhart är en ort (CDP) i Orange County, i delstaten Florida, USA. Enligt United States Census Bureau har orten en folkmängd på 13 060 invånare (2010) och en landarea på 11,5 km².